# Congregazione vincenziana malabarese
La Congregazione vincenziana malabarese (in latino Congregatio vincentiana, in inglese Vincentian Congregation) è una società clericale di vita apostolica di diritto pontificio: i membri della compagnia pospongono al loro nome la sigla C.V.

## Storia
Le origini dell'istituto risalgono al 1904, quando Louis Pazheparambil, vicario apostolico di Ernakulam (siro-malabarese), ebbe l'idea di dare vita nella sua diocesi a una nuova compagnia di sacerdoti che imitasse la Congregazione della missione di Vincenzo de' Paoli, ma l'iniziativa non ebbe un seguito immediato: il progetto venne ripreso nel 1927 dai padri Mannara, Powathil e Vattamkandathil.
La prima casa della congregazione venne aperta a Thottakom, nel Kerala, da padre Varkey Kattarath e, il 19 luglio 1927, i primi sodali iniziarono a condurre vita comune.
La congregazione ottenne il pontificio decreto di lode il 19 febbraio 1968 e venne approvata il 27 settembre 1971.

## Attività e diffusione
La spiritualità della congregazione è ispirata a quella di Vincenzo de' Paoli, di cui i sodali della società osservano anche le Regole comuni. Le attività sono le stesse della Congregazione della missione: evangelizzazione, predicazione di missioni popolari e ritiri spirituali, apostolato a vantaggio dei poveri, direzione e insegnamento nei seminari.
L'attività della congregazione è limitata alla Chiesa siro-malabarese (India sud-orientale): i membri della società prestano servizio anche in Africa orientale, Stati Uniti d'America, Canada, Indie orientali, Inghilterra, Germania e Italia. Giuridicamente, dipende dalla Congregazione per le Chiese Orientali; la sede generalizia è a Edappally.
Al 31 dicembre 2005 la società contava 90 case e 584 membri, 354 dei quali sacerdoti.